# Gualöv
Gualöv – miejscowość (tätort) w Szwecji, w regionie administracyjnym (län) Skania, w gminie Bromölla.
Według danych Szwedzkiego Urzędu Statystycznego liczba ludności wyniosła: 516 (31 grudnia 2015), 497 (31 grudnia 2018) i 497 (31 grudnia 2019).